# La Andalucía
La Andalucía fue un periódico editado en la ciudad española de Sevilla entre 1857 y 1899.

## Historia
Su primer número apareció el 31 de diciembre de 1857. Fueron sus directores sucesivamente Francisco María Tubino, Manuel Gómez Zarzuela, Cayetano Segovia, Leoncio Lasso, Juan Manuel Tubino y José María Tubino Montesinos. Fue fundado por una sociedad de la que era representante Ángel Luna, fundador de La Palma de Cádiz. A esta sociedad compró el periódico Francisco María Tubino, quien se lo cedió en 1887 a su hermano Juan. A la muerte de este, La Andalucía pasó a ser propiedad de la hija de Francisco, que era propietaria hacia 1896.
Descrito por Cuenca Toribio como «el mejor y más influyente diario de todo el sur», La Andalucía, que llevó el subtítulo «Diario de Política, Comercio, Agricultura, Minas, Artes, Literatura y Ferro-carriles», era impreso en una imprenta propia, sucesivamente en los inmuebles de las calles Sierpes 9, Catalanes 4, Monsalves 29 y San Eloy 53. Salía todos los días de la semana excepto los lunes, en ejemplares de cuatro páginas en gran tamaño, papel común e impresión regular. Su contenido incluía una sección editorial, artículos políticos, noticias, sueltos, telegramas, gacetillas, literatura, teatros, intereses, revistas, anuncios y sección religiosa, entre otras secciones. De ideología liberal y con una impronta regionalista andaluza, con la llegada del Sexenio Democrático se alineó con el republicanismo, del que se distanció según avanzó la Restauración. Cesó su publicación en 1899.

## Colaboradores
Entre sus redactores y colaboradores se incluyeron nombres como los de José Velázquez y Sánchez, Teodomiro Fernández Aveño, Joaquín Guichot y Parody, Antonio Feria y Adame, Carlos Márquez, Francisco de Paula Tirado, Juan Gómez Hemas, Eduardo Abela, Ramón Manjarrés, José Gestoso y Pérez, Carlos Jiménez Placer, Antonio Fernández Grilo, Arístides R. Artíñano, Aurelio Gali, A. del Castillo, Luis Toledo, Pedro Balgañón, Manuel Díaz del Castillo, José Benavides, Manuel Álvarez Benavides, José Rivero Rodríguez, Vicente Narbona, Joaquín de Torres, E. Sedano y González, José Vega o Joaquín Hiniesta, entre otros muchos.